# Chérifs idrissides
Pour l’article homonyme, voir Dynastie idrisside.
 (mai 2019).
- Si vous ne connaissez pas le sujet, laissez ce bandeau (vous pouvez alors contacter les auteurs).
- Si vous supprimez le contenu mis en cause (vous pouvez préalablement contacter les auteurs),

argumentez précisément cette suppression dans la page de discussion
(un manque de référence n'est pas un argument ; une recherche réelle de référence doit avoir été effectuée, être formellement documentée).
Les chérifs idrissides, parfois désignés sous l'appellation des descendants de la dynastie idrisside, regroupent les personnes issues de la dynastie idrisside, dynastie fondatrice du premier état sur le territoire marocain actuel qui doit son nom à Idris Ier, arrière-petit-fils de Hassan ben Ali, lui-même petit-fils du prophète Mahomet.
Les chérifs idrissides vivent en majeure partie dans les principaux centres citadins du nord du Maroc (Fès, Séfrou, Meknès, Tétouan, Ouezzane, Chefchaouen,Casablanca,Rabat, Salé, Taza, Ksar El Kébir et Tanger) ainsi que dans certaines régions rurales du pays (Zerhoun, Beni Arous au Pays des Jbala, Hyayna, Ghomara, etc.), au nord du Maroc jusqu'à l’Algérie (régions d'Oujda et de Tlemcen jusqu'à Chlef et Cherchell) et en Tunisie (régions de Bizerte, de Sfax et de Sousse). Ils constituent, selon l'historien Abdelhadi Tazi, l'une des cinq principales factions de Chorfas du Maroc.

## Histoire
Les chérifs ont joué un rôle considérable dans l’histoire du Maroc actuel, notamment à partir de l’époque mérinide.

## Dynastie des Idrissides

### Origines
Il faudrait remonter au IXe siècle pour retracer le destin des descendants des Idrissides, en effet après la mort d'Idris Ier avec l’aide des tribus berbères et des contingents arabes son fils Idris II organise l’armée et l’administration et poursuit les conquêtes de son père. À sa mort en 828, ses huit fils sont désignés walis par le frère aîné au pouvoir, à la tête d’un vaste territoire intitulé Maghreb al-Aqsa qu’ils administrent en son nom, à la demande de la grand-mère Kenza épouse de Idris I. Cette partition du pays contribue peu à peu à la division des Idrissides, en butte à des rivalités internes et aux visées expansionnistes des Fatimides chiites d’Ifriqiya d’un côté; et des Omeyyades d’Andalousie de l’autre.

### Expulsion des Idrissides de Fès
Les Fatimides furent les ennemis jurés des Idrissides, les deux familles descendent du Calife Ali et de la fille du prophète Mahomet et revendiquent toutes deux en ce titre la légitimité de calif exclusif après la fin de l'empire Omeyyade d'orient. Aidés par les velléités de domination du chef zénète Moussa El-Afiya, les Fatimides font expulser les Idrissides de Fès en 925. Ces derniers se retranchent alors dans le nid d’aigle de Hajar Nesr dans le Rif, avant de créer un petit État à Basra dans le Gharb, vassal au gré des alliances, des Fatimides ou des Omeyyades d'Andalousie, avant d’être expulsés par les califes de Cordoue. Malgré les tentatives de Hassan ben Guennoun de reprendre le pouvoir, il est vaincu et assassiné en 985 et tous les représentants idrissides éparpillés.

### Retour des Idrissides à Fès
Longtemps éparpillés vers plusieurs régions du Maroc ou de l'Al-Andalus par les différentes dynasties successives, Il a fallu attendre le règne des berbères Mérinides, favorables aux chorfas pour assister au retour des Idrissides à Fès. Mohammed ibn Ali al-Amrani membre idrisside de la branche des Joutey fait partie des Idrissides qui ont rejoint la capitale mérinide.
À Fès, les Idrissides ont constitué la part la plus importante des familles de chérifs. La lignée idrisside s'est ramifiée au fil du temps via les douze fils d'Idriss II, les descendants de chaque fils constituant les ancêtres de grandes familles.

### Enjeux politiques et spirituels
Les descendants idrissides vont constituer, à partir de l’époque mérinide, une voie de transmission spécifique qui alimente la tradition spirituelle de la ville avec les valeurs incarnées par Idriss II. Cette prolongation de la « sainteté idrisside » se reflète à travers de multiples facettes.
Cela étant dit, il ne faut pas oublier l’aspect conventionnel du chérifisme marocain qui s’explique principalement par la dimension politique et sociale très importante qu’il acquiert à partir de l’époque mérinide. L’ascendance idrisside, notamment l’affiliation charnelle à Abdeslam Ben Mchich Alami, suscite alors des revendications qui ne sont pas toujours vérifiables. La situation est tellement ambiguë que le sultan Moulay Ismāīl engage à la fin du XVIIe siècle une démarche de vérification des revendications à l’ascendance prophétique, notamment pour mieux contrôler le champ religieux. Nous verrons que le milieu spirituel de Fès reste très sensible à la valeur spirituelle du chérifisme. Certains saints contournent même les procédures conventionnelles de vérification généalogique en revendiquant une confirmation de leur ascendance prophétique par le dévoilement spirituel.

## Descendants idrissides
(mai 2019).
- Si vous ne connaissez pas le sujet, laissez ce bandeau (vous pouvez alors contacter les auteurs).
- Si vous supprimez le contenu mis en cause (vous pouvez préalablement contacter les auteurs),

argumentez précisément cette suppression dans la page de discussion
(un manque de référence n'est pas un argument ; une recherche réelle de référence doit avoir été effectuée, être formellement documentée).

### Principales lignées idrissides[5]
| Fils d'Idriss II                 | Muhammad                                                                      | Qassim                   | Aïssa                   | Omar         | Abdullah           | Ahmed   | Daawuud  | Yahya | Hamza           | Ali | Katir |
| -------------------------------- | ----------------------------------------------------------------------------- | ------------------------ | ----------------------- | ------------ | ------------------ | ------- | -------- | ----- | --------------- | --- | ----- |
| Descendants directs              | Ali ben Muhammad Yahya Ier Souleyman Ahmed Abdullah                           | Yahya III                | -                       | Ali ben Omar | -                  | -       | -        | -     | -               | -   | -     |
|                                  | Yahya II                                                                      | -                        | -                       | -            | -                  | -       | -        | -     | -               | -   | -     |
| Lignées de descendance idrisside | Ouazzani (Chahdi/Touhami) Kettani Ouadghiri Jellali Alami Talaat idrissi Reda | Amrani El Hajjami Joutey | Bouzidi Amraoui Debbagh | Ghomari      | El Amghari 'Ubaydi | Aroussi | Hamdaoui | -     | Hamiano Homiany | -   | -     |

#### Lignée deMoulay Tahar Idrissi
Les '"Reda'" et les "'Talaat'" , jouent un rôle important dans la représentation des chorfas sans la région (Rabat Casablanca ) .
connu pour leurs prédécesseurs et surtout Moulay Tahar Idrissi et son fils Sidi Hamed Idrissi . ils viennent tous du même prédécesseur mais ils ont deux branches différentes : Reda et Talaat. 

#### Lignée deQassim ben Idriss
Les Joutiyun, dont dérivent entre autres les Amrani, jouent un rôle important dans la représentation officielle des chorfas et dans la gestion du sanctuaire de Moulay Idriss II. C’est aussi un Jouṭey, Mohammed ibn Ali Amrani-Joutey que l’on choisit comme nouveau sultan après la révolte des chorfas et de certains oulémas de Fès contre le Mérinide Abd al-Ḥaqq II au XVe siècle.

#### Lignée deMuhammad ben Idriss
Les Alamiyun se rattachent à Abū Bakr, un descendant de Sallām Ibn Aḥmad al-Mazwār de la lignée de Muhammad ben Idris (m. 223/838). Sallam s’installa dans la région de la montagne al-Alam, entre Tétouan et Tanger, à la demande des tribus locales. Ces dernières espéraient ainsi bénéficier de la bénédiction des Idrissides. Le saint patron du Maroc, Abdeslam Ben Mchich Alami (m. 622/1225) descend de cette filiation, ainsi que les Raissouni et les Ouazzani, l’une des familles soufies les plus importantes du Maroc, et de nombreux saints, tels Qāsim Ibn Raḥmūn (m. 1249/1834), Muḥammad al-Ḥarraq (m. 1261/1846), Alī Ibn Ḥamdoush (m. 1131/1716) ou Qaddur al-Alami (m. 1265/1850).
De Muhammad ben Idris, par son fils Yahya Ier (245/859), descendent les Kettani, une famille qui fonde sa propre confrérie au XIIIe siècle/XIXe siècle et qui s’engage dans la lutte contre le colonialisme.
De Muhammad ben Idris, par son fils Ahmad, descendent les Ouadghiri. installés à Séfrou, Figuig, Tlemcen, Fez....

#### Lignée d'Aïssa ben Idriss
La branche issue de Aïssa ben Idris, originellement installée à Fès, comporte des ramifications importantes comptant des saints majeurs, tels les Amraoui, Bouzidi et les Debbagh.

#### Lignée d'Omar ben Idriss
Al-Chadhila (m. 656/1258) ainsi que les chérifs Ghummari descendent de la lignée de Omar ben Idris.
Les Janati Idrissi descendent de la lignée de Sidi Mohammed Ben Lahcen fils de Omar ben Idriss où une zaouya située à Tissa les représente montrant aussi bien leur implication dans l'histoire des hyayna.

#### Lignée d'Abdullah ben Idriss
Les Amghariyun, qui fondent au VIe siècle/XIIe siècle la Zawiya de Tīṭ-n-Fiṭr au sud d’Azemmour, descendent de Abdallah ben Idriss.
Les 'Ubaydiyun, formant une tribu depuis le XIVe siècle sur la frontière algéro-tunisienne.

### Principaux patronymes actuels
Les principales familles de descendance idrisside sont :
- Alami, famille issue de Jabal La'lâm où se trouve le mausolée du saint Abdeslam ben Mchich Alami. Ce dernier fut l'un des plus grands précurseurs du soufisme ;
- Amrani, parmi les Amrani, il y a des descendants du wali nommé Ahmed Al Shabih et connus par le patronyme de Shabihiyyin. Depuis 1730, ils ont été les principaux naqibs du sanctuaire de Moulay Driss Zerhoun ;
  - Joutey ;
  - Tahiri ;
- Bouzidi' ou Bouzaidi ;
- Chahid (de Oujda, originaire de Fès) ;
- Hamdaoui (de Berkane, originaire de Fès)
- Debbagh ;
- Idrissi, Drissi
  - Chbani ;
  - El Qasmi
  - Reda
  - Talaat
  - Hamiano
  - Haïdara
  - Homiany
  - Ibrahimi ;
  - Kamili ;
  - Kanouni ;
  - Kaitouni ;
  - Maaouni (de Beni Mellal) ;
  - Messouak ;
  - Janati
  - Laghrari ;
  - Lyoubi ;
  - Belqadi ;
  - Reguibi;
  - Tahiri ;
  - Kandri ;
  - Kouadri ;
  - Sbai ;
  - Touzani;
- Kadiri ;
- Kettani, descendants d'un prince surnommé al-Kattani et arrière-petit-fils de l'émir Yahya II ;
- Ouazzani Chahdi, Ouazzani Touhami ;

D’autres descendants de la première dynastie royale et impériale du Maroc appartiennent aux familles ;
- Jellali ;
- Ouadghiri ;
- Raissouni;

## Tribus Idrissides
Aujourd'hui, dans tout le Maghreb existe des tribus qui remontent leur ascendance a Idris Ier. 
- Idris I
  - Idris II
    - Omar ibn Idris II
      - Ali ben Umar
      - Idris ibn Omar
        -  Yahya IV

    - Abd'Allah ibn Idris II
    -  Muhammad ibn Idris II
      - Abd'Allah ben Muhammad
        - Fraction Awlad Amarah de la tribu  Mzab

      - Omar ben Muhammad
        - Descendants de (Awlad) Sidi Hajjaj al-Idrissi (ar) chez les  Mzab

      -  Yahya Ier
        -  Yahya II

      - Tribu Oulad Bou Sbaa
      - Muhammad ibn Muhammad ibn Idris II
        - Tribu Awlad Sidi Ali Bouchnafa

    - Qasim ibn Idris II
      -  Yahia III
        - Tribu Ahl Taleb al-Mukhtar [7]